# Севрюково (Калужская область)
Севрюко́во — деревня в составе Захаровского сельского поселения Малоярославецкого района Калужской области. Находится в 36 километрах от Малоярославца, 94 км от Калуги и 150 километрах от Москвы.
| 2002 | 2010 |
| ---- | ---- |
| 82   | ↘7   |

## Интересные факты
Жителю деревни Севрюково, для решения каких-либо вопросов, надо добираться до сельской администрации находящейся в деревне Захарово, пешком 8 км или на автомобиле 75 км.